# 田園調布雙葉小学校附属幼稚園
田園調布雙葉小学校附属幼稚園（でんえんちょうふふたばしょうがっこうふぞくようちえん）は、東京都世田谷区にある私立幼稚園。学校法人田園調布雙葉学園が設置するキリスト教系（カトリック系）の女子校である。
幼きイエス会（旧サン・モール修道会）を設立母体とする。校訓は、「徳においては純真に 義務においては堅実に」。

## 沿革
- 1941年(昭和16年) - 四谷雙葉の校内で授業開始
- 1949年(昭和24年) - 雙葉第二小学校附属幼稚園開園
- 1964年(昭和39年) - 法人名・学校名を田園調布雙葉と改名

## 通学手段など
- 東急大井町線 九品仏駅 徒歩10分
- 東急東横線・東急目黒線 田園調布駅 徒歩15分
- 東急バス園01系統 (田園調布駅－千歳船橋駅)「雙葉学園前」 徒歩2分

## 著名な出身者
- 水谷川優子 - チェリスト
- 中井貴恵 - 女優,エッセイスト
- 富坂美織 - 医師
- 賀川照子 - タレント
- 本川清花 - タレント
- 杉野真実 - 日本テレビアナウンサー[要出典]
- 杉ありさ - 女優